# Christian Rumpf (Rechtswissenschaftler)
Christian Rumpf (* 11. Januar 1954 in Heidelberg) ist ein deutscher Jurist, Rechtsanwalt, Hochschullehrer und Autor.

## Leben und Wirken
In Heidelberg geboren, verbrachte Rumpf in seiner Jugend mehrere Jahre in Istanbul, wo er die Deutsche Schule besuchte. Nach seinem Abitur im Jahre 1972 leistete er von 1972 bis 1974 seinen Wehrdienst als Zeitsoldat bei der Bundesmarine ab. Nach seinem Studium der Rechtswissenschaften von 1974 bis 1979 an der Universität Heidelberg erhielt er ein zweijähriges DAAD-Stipendium als Gastwissenschaftler an der Juristischen Fakultät der Universität Ankara. Neben seinem Referendariat nahm er eine Tätigkeit als Referent am Max-Planck-Institut für ausländisches öffentliches Recht und Völkerrecht in Heidelberg an, die er bis 2001 nebenamtlich ausübte. Von 1984 bis 1989 war Rumpf Assistent für öffentliches Recht, Europarecht und  Völkerrecht an der Universität Frankfurt am Main bei Michael Bothe. 1990 promovierte er an der Universität Heidelberg bei Rudolf Bernhardt zum Thema: „Das Rechtsstaatsprinzip in der türkischen Rechtsordnung“ und einer Exegese zum Thema „Der Conseil d/Etat und das détournement de pouvoir im französischen Recht“ zum „Doktor beider Rechte“ (Dr. iur. utr.). Bereits 1987 hatte Rumpf einen Lehrauftrag der Universität Bamberg für türkisches Recht angenommen, aus dem sich die heutige Honorarprofessur für Türkisches Recht in Bamberg entwickelt hat. Seither hat er mehrere Lehraufträge u. a. an den Universitäten Frankfurt (Europäisches Wirtschaftsrecht), Passau und München (Türkisches Recht) sowie Yeditepe in Istanbul (Internationales Handelsrecht) wahrgenommen. Rumpf ist seit 1989 als Rechtsanwalt zugelassen. Er ist Gründer und Seniorpartner der Wirtschaftskanzlei  Rumpf Rechtsanwälte in Stuttgart und Hauptgesellschafter der Unternehmensberatung Rumpf Consulting in Istanbul. Er ist Honorarprofessor für Türkisches Recht an der Universität Bamberg. Rumpf ist als Schiedsrichter, Gutachter und Prozessvertreter in internationalen Schiedsverfahren sowie als Berater für Parlamente und Ministerien der EU, der Bundesrepublik Deutschland und der Türkei tätig. Er ist Autor zahlreicher Fachpublikationen.  Rumpf ist im Vorstand der Deutsch-Türkischen Juristenvereinigung und Mitglied verschiedener weiterer Vereinigungen, insbesondere der DIS, ASA und ArbAut. Er ist verheiratet und hat zwei Kinder.

## Auszeichnungen
- Im Jahre 2004 verlieh die Universität Bamberg Rumpf für seine Verdienste um die Lehre und Forschung im türkischen Recht in Deutschland den Titel eines Honorarprofessors.[10]

## Werke
- Verfassung und Recht (der Türkei). In: Udo Steinbach (Hrsg.): Länderbericht Türkei. Bundeszentrale für politische Bildung BpB, Bonn 2012, ISBN 978-3-8389-0282-1, S. 121–150.
- Insolvenzrecht in der Türkei. (zusammen mit Ejder Yılmaz). In: Kindler/Nachmann (Hrsg.): Handbuch Insolvenzrecht Europa. 10. Auflage. Zerb, Bonn 2021, ISBN 978-3-406-58264-6.
- Recht und Wirtschaft der Türkei. 5. Auflage. epubli, Berlin 2017, ISBN 978-3-7375-8705-1.
- Immobilienrecht in der Türkei. 4. Auflage. epubli, Berlin 2021, ISBN 978-3-7549-1949-1
- Arzt und Krankenhaus im türkischen Recht. epubli, Berlin 2022, ISBN 978-3-7549-3740-2.
- Länderbericht Türkei. In: Süß/Wachter (Hrsg.): Handbuch Internationales GmbH-Recht. 4. Auflage. Zerb, Bonn 2021, ISBN 978-3-95661-115-5.
- Einführung in das türkische Recht. 2. Auflage. C.H. Beck,  München 2016, ISBN 978-3-406-65766-5.
- Das türkische Verfassungssystem: Einführung mit vollständigem Verfassungstext. 1. Auflage. Harrassowitz, Wiesbaden 1996, ISBN 3-447-03831-4 (Auszüge bei Google).
- Das Rechtsstaatsprinzip in der türkischen Rechtsordnung., Bouvier, Bonn 1992, ISBN 3-416-02282-3.
- Das türkische Erbrecht im deutsch-türkischen Zusammenhang., epubli, Berlin 2023, ISBN 978-3-7584-0759-8.
- Das türkische Familienrecht im deutsch-türkischen Zusammenhang. 3. Auflage. epubli, Berlin 2024, ISBN 978-3-7598-1000-7.